# Mil Mi-12
Il Mil Mi-12 (conosciuto in russo anche come V-12, in cirillico Миль Ми-12 o В-12, nome in codice NATO Homer, Omero) fu un elicottero da trasporto pesante sperimentale che venne sviluppato dall'ufficio di progettazione sovietico Mil a partire dalla metà degli anni sessanta. Detiene tuttora il primato di più grande elicottero mai costruito. Nel 2009, fu protagonista di una bufala internazionale che divenne oggetto dell'attenzione dei media di diverse parti del mondo: venne annunciata l'entrata in servizio di un Mi-12 modificato per diventare un hotel di lusso e soprannominato "Hotelicopter".

## Storia del progetto
Il Mi-12 nacque dalla risposta della Mil a una specifica emessa nel 1965 dall'aeronautica militare sovietica (Sovetskie Voenno-vozdušnye sily, o VVS), la quale richiedeva un elicottero da trasporto pesante il cui ruolo principale avrebbe dovuto essere quello di trasportare voluminose componenti di missili spaziali dall'aeroporto dove giungevano a bordo di aeroplani di grandi dimensioni (come l'Antonov An-22) fino al sito di lancio. Un elicottero come questo avrebbe potuto avere anche un impiego civile con la compagnia di bandiera sovietica Aeroflot, in special modo per facilitare i collegamenti con la Siberia; in ogni caso la componente militare della specifica risultava preponderante.
Nonostante la VVS avesse richiesto un elicottero con due rotori in tandem, la Mil ricevette ben presto l'autorizzazione a procedere verso una configurazione con i due rotori affiancati (rotori trasversali); questo, stando all'ufficio di progettazione, avrebbe garantito una migliore affidabilità, stabilità e resistenza all'affaticamento dei materiali.

## Tecnica
La fusoliera dell'elicottero assunse dunque l'aspetto di un consueto aeroplano ad ala fissa; dalla sommità di tale fusoliera si dipartivano due alette, caratterizzate da una marcata rastremazione inversa, alle cui estremità erano collocati i due gruppi motopropulsori. Ognuno di essi era costituito da una coppia di motori a turbina affiancati, azionanti un rotore a cinque pale; pur essendo derivati direttamente dal motore già installato sull'elicottero Mil Mi-6 (il Soloviev D-25V) i Soloviev D-25VF del Mi-12 avevano ricevuto un compressore migliorato, e la loro temperatura operativa era stata aumentata; la loro potenza era così passata da 5 500 a 6 500 cavalli vapore all'albero di trasmissione.

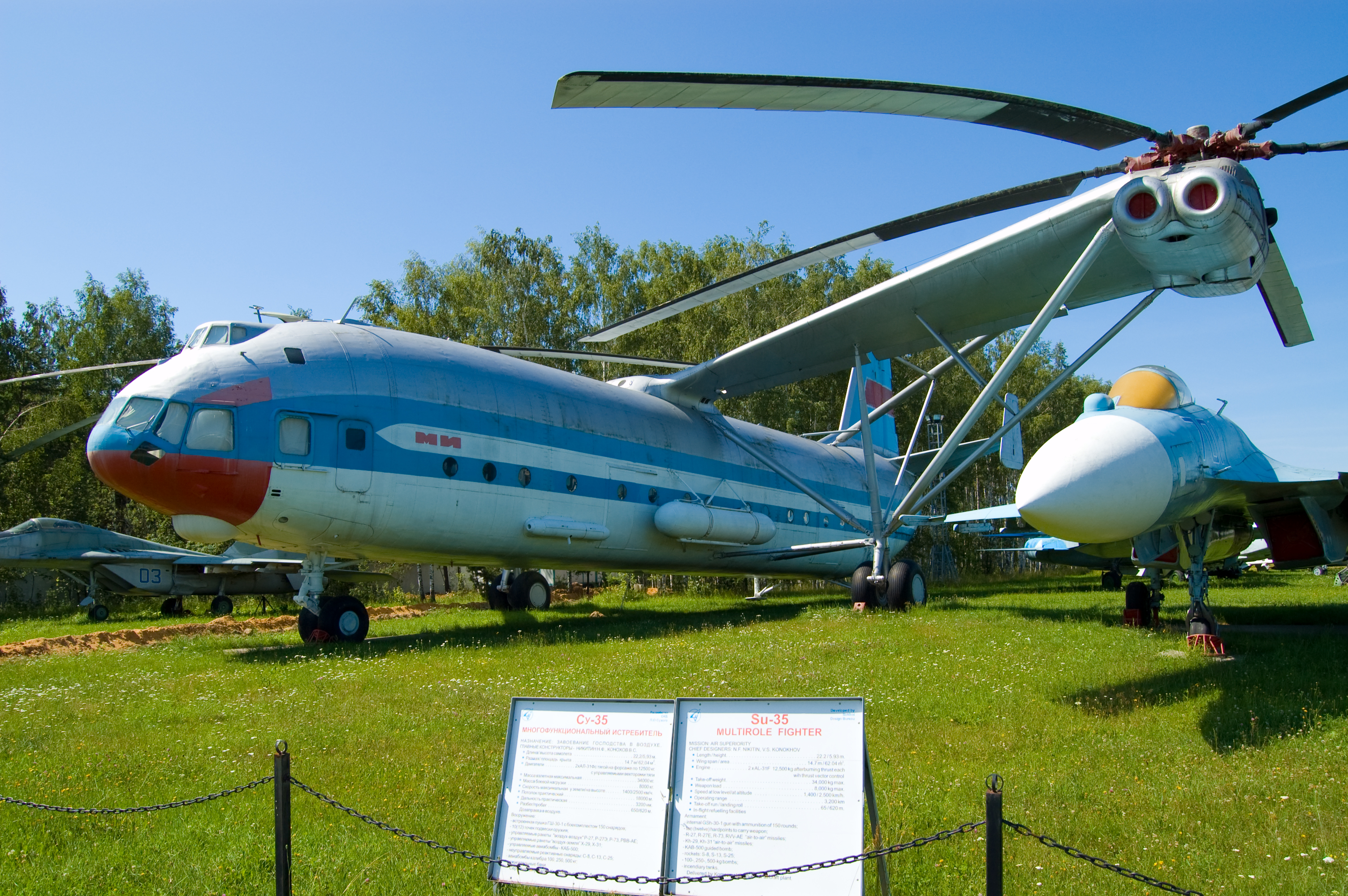
Il secondo prototipo Mil Mi-12 è conservato al museo dell'aeronautica di Monino, poco fuori Mosca.

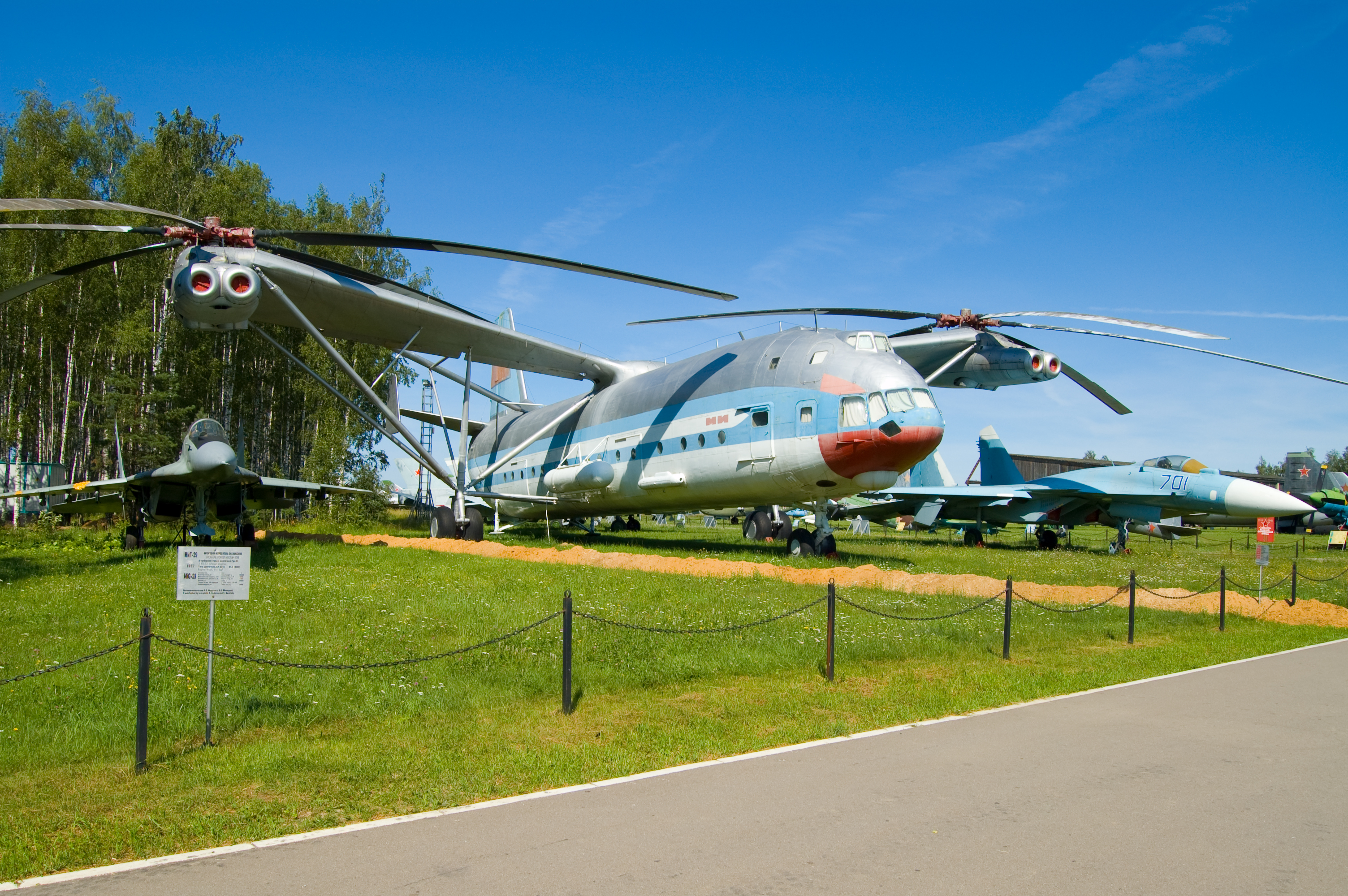
Lo stesso Mi-12 da un'altra angolazione.

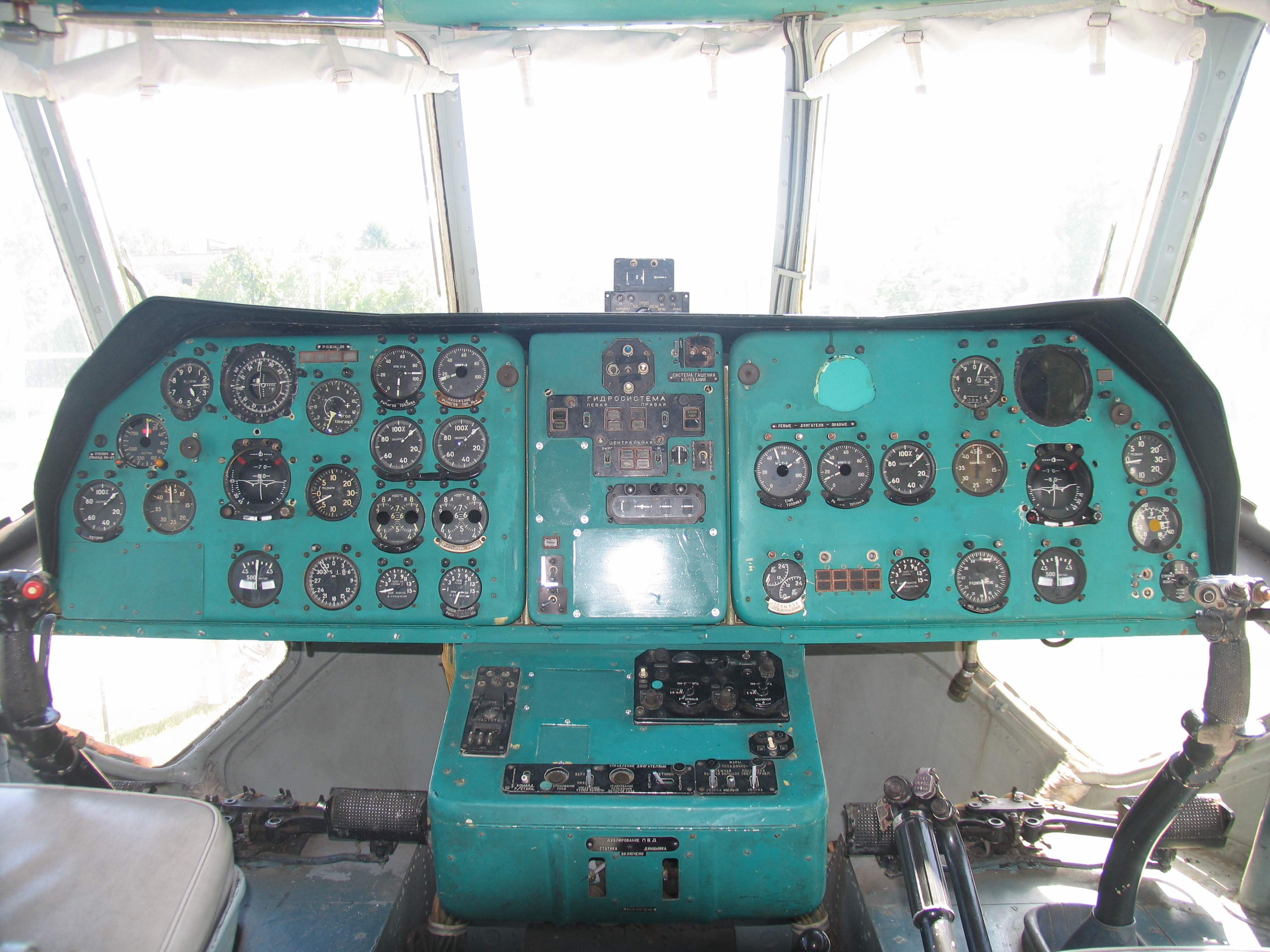
L'abitacolo del Mi-12.

I due rotori erano sincronizzati in modo da non entrare mai in contatto, nemmeno nel caso in cui uno dei motori avesse cessato di funzionare. Il fatto che il rotore destro ruotasse in senso orario e il sinistro in senso antiorario (dal punto di vista di un osservatore posto in alto) rendeva poi superfluo il rotore anticoppia di coda. Il carburante era contenuto in due serbatoi cilindrici collocati orizzontalmente in basso, ai lati della fusoliera. Il carrello d'atterraggio a sei ruote era del tipo triciclo anteriore, con le due gambe principali (quelle posteriori) vincolate alle gondole dei motori e alla fusoliera da un sistema di travi e montanti.
Il Mi-12 poteva caricare un gran numero di passeggeri (fino a 120) ma sugli esemplari costruiti vennero predisposti solo 50 posti a sedere, perché il compito principale dell'elicottero era quello di sollevare grandi quantità di merci, trasportando solo il personale di qualche impianto petrolifero o missione spaziale. Per il trasporto e l'ancoraggio del carico era installata una gru con quattro attacchi capaci di sostenere 2 500 chilogrammi ciascuno o, in alternativa, di sollevare un singolo carico da 10 000 chilogrammi. Il cono posteriore della fusoliera comprendeva una rampa di carico con grandi portelloni che consentivano di immagazzinare oggetti voluminosi all'interno dell'aeromobile.

## Impiego operativo
Vennero costruiti solo due prototipi del Mil Mi-12, il primo dei quali portò a termine il suo volo inaugurale il 10 luglio 1968. Esso si schiantò al suolo in un cattivo atterraggio nel corso del 1969; l'incidente, che danneggiò l'elicottero in modo grave ma non ebbe conseguenze fatali, fu causato probabilmente da un problema legato ai motori.
Rimesso in condizioni di volo, il prototipo subì un intenso programma di test nel corso del 1969 e, prima della fine dell'anno, infranse sette record mondiali: particolarmente degno di nota il volo in cui, il 22 febbraio, un carico di 31 030 chilogrammi venne sollevato a 2 951 metri di quota (battendo il record per il massimo carico utile sollevato a 2 000 metri) e quello in cui, il 6 agosto, un carico di 40 204,5 chilogrammi venne sollevato a 2 255 metri (battendo il record per il massimo carico portato a 2 000 metri e quello per il rapporto carico-quota nelle classi 35 000 e 40 000 chilogrammi).
Nel 1971 l'elicottero partecipò al salone aeronautico di Le Bourget, a Parigi.
Il secondo prototipo (che, curiosamente, era immatricolato con lo stesso codice del primo, СССР-21142) non volò che nel 1973; anch'esso fece poi una comparsa al salone di Le Bourget.
Furono probabilmente dei problemi di ordine tecnico a causare, nel 1974, l'abbandono del progetto Mi-12 in favore del Mi-26, che avrebbe volato per la prima volta nel 1977.

## Esemplari attualmente esistenti
Il primo prototipo del Mil Mi-12 è esposto vicino alla fabbrica Mil di Panki, nel rajon di Ljubereckij.
Il secondo prototipo è conservato al museo centrale della Federazione Russa delle aeronautiche militari situato presso l'aeroporto di Monino, a 38 km da Mosca.

## Hotelicopter
Negli anni 2000, molto dopo la fine della sua vita operativa, il Mil Mi-12 fu protagonista di una bufala internazionale che divenne oggetto dell'attenzione dei media di diverse parti del mondo. All'inizio del 2009, pochi giorni prima del 1º aprile, venne annunciata la prossima entrata in servizio di un "Hotelicopter" basato sulla struttura del Mi-12, ma radicalmente modificato per diventare un hotel di lusso volante. Il nuovo aeromobile, dotato di tutti i comfort, avrebbe avuto una lunghezza di 42 metri e quattro piani, per un'altezza di 28 metri. La bufala, scoperta come tale quasi immediatamente, è stata giudicata dal quotidiano statunitense Christian Science Monitor come una delle cinque migliori trovate per il pesce d'aprile di tutti i tempi, e dal Times inglese come uno dei dieci migliori "pesci d'aprile sui viaggi" di sempre.